# Fördermaschinist

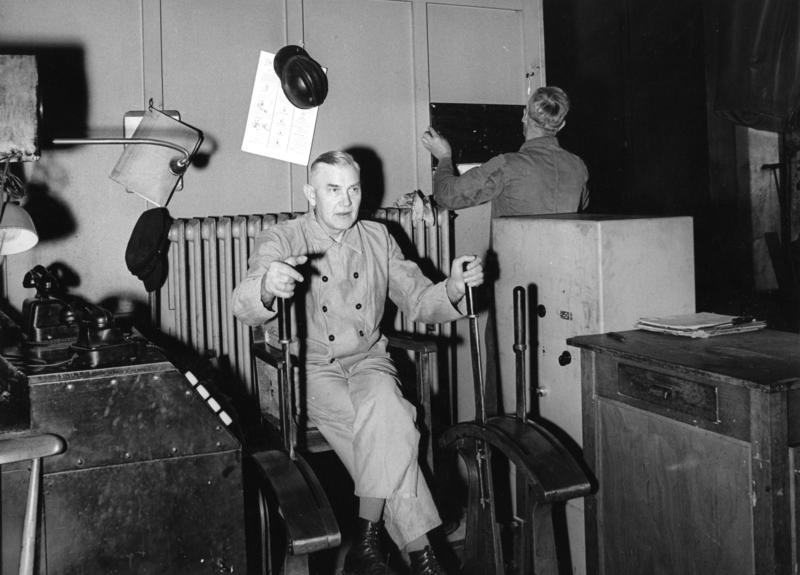
Fördermaschinist, Erzbergbau Salzgitter 1961

Ein Fördermaschinist ist ein Bergmann, der im Bergbau für die Bedienung der Fördermaschine verantwortlich ist. Für die Tätigkeit als Fördermaschinist werden nur speziell geschulte Bergleute eingesetzt. Fördermaschinisten müssen sowohl körperlich als auch geistig für ihre Tätigkeit geeignet sein.

## Geschichtliches
Bereits im frühen Erzbergbau waren zur Bedienung der mit Wasserkraft angetriebenen Fördermaschine Maschinisten, sogenannte Schützer, erforderlich. Durch das Umsteuern von Schützen konnte er das Kehrrad rechts- oder linksherum drehen lassen. Zum Abbremsen bzw. Abstoppen der Maschine musste er über einen Hebel einen seitlich am Radkranz angebrachten Bremsklotz betätigen. Als Teufenanzeige dienten dem Schützer auf dem Förderseil angebrachte Kennzeichnungen. Dadurch konnte er erkennen, ob die Fördertonne sich bereits in der Nähe der Hängebank oder des jeweiligen Sohlenanschlages befand. Signale wurden von den Anschlägern durch die Schachtglocke gegeben. Später konnte der Fördermaschinist die Position des Förderkorbs während der Fahrt am Teufenanzeiger ablesen. Die Farbmarkierungen auf dem Förderseil wurden aber weiterhin verwendet, da sie zur exakten Positionsbestimmung am Anschlag dienten. Für die genaue Positionierung der Förderkörbe mit oftmals unterschiedlicher Beladung war sehr viel Fingerspitzengefühl erforderlich. Da diese Fähigkeiten nicht so ohne weiteres erlernbar waren, wurden Maschinisten im Bergbau vom Dienst in der Reichswehr freigestellt. Mit Zunahme der Geschwindigkeiten der Fördermaschinen wurden die Anforderungen an den Fördermaschinisten immer größer. Obwohl die Sicherheitsvorrichtungen an den Fördermaschinen und die Regelwerke ständig verbessert wurden, ereigneten sich in der ersten Hälfte des 20. Jahrhunderts noch Unfälle bei der Seilfahrt, die oftmals schwere Folgen hatte. Bei diesen Seilfahrtunfällen kam es teilweise sogar zu Unfällen mit Todesfolge. Im Januar des Jahres 1925 gab die Preußische Seilfahrtkommission Empfehlungen bezüglich der Eignung von Fördermaschinisten ab, die die Situation der Seilfahrtunfälle entschärfen bzw. verbessern sollte.

## Eignung
Der Fördermaschinist muss die Fördermaschine mit größter Sorgfalt bedienen, außerdem muss er bei seiner Tätigkeit stets aufmerksam sein. Die Preußische Seilfahrtkommission war Anfang des 20. Jahrhunderts zunächst der Auffassung, dass für Fördermaschinisten ein Mindest- und ein Höchstalter festgesetzt werden sollte. Man beließ es aber bei einem Mindestalter von 25 Jahren. Des Weiteren musste ein Fördermaschinist ein ruhiger und besonnener Mann sein, der einen guten Gesundheitszustand aufwies. Hinzu kam die psychotechnische Eignungsprüfung für Fördermaschinisten. Hierbei wurde der Maschinistenanwärter auf seinen Gesundheitszustand und seinen Allgemeinzustand überprüft. Wenn er gesundheitlich und körperlich geeignet war, erhielt er nach einhergehender Untersuchung ein entsprechendes ärztliches Zeugnis. In der psychotechnischen Eignungsprüfung wurde geprüft, ob er ein gutes Reaktionsvermögen besitzt, praktische Begabung besitzt und ein normales Seh- und Hörvermögen hat. Hinzu kam, dass er eine ausreichende Körperkraft besitzen musste und somit gegen körperliche Ermüdung ausreichend fit war. Er musste die Befähigung zu dauerhafter Aufmerksamkeit und Sorgfalt besitzen und sich der Verantwortung seiner Aufgabe bewusst sein.
In den heutigen Bergverordnungen wird für Fördermaschinisten ein Mindestalter von 21 Jahren vorgeschrieben. Personen, die als Fördermaschinisten tätig werden sollen, müssen zuverlässig sein und die nötige Fachkunde besitzen. Die körperliche Eignung zum Fördermaschinisten muss durch eine arbeitsmedizinische Vorsorgeuntersuchung nachgewiesen werden. Ebenso muss die Eignung durch eine psychologische Eignungsprüfung nachgewiesen werden.

## Ausbildung
Der Fördermaschinistenanwärter muss eine spezielle, auf seine zukünftigen Aufgabe zugeschnittene, Ausbildung durchlaufen. Die Ausbildung erfolgt nach einem vom Unternehmer erstellten Plan. Der Fördermaschinistenanwärter muss dabei mindestens 60 Schichten im gesamten Schachtförderbetrieb praktisch tätig gewesen sein. Er muss als Hilfsanschläger und bei anderen Tätigkeiten im Schachtförderbetrieb tätig gewesen sein. Dabei muss er sich sowohl praktische als auch theoretische Kenntnisse über seine spätere Tätigkeit aneignen. Auch muss er während der Ausbildung zum Fördermaschinisten mit den Wartungsarbeiten an der Fördermaschine betraut werden. Ebenso muss er während der Ausbildung mit der Bedienung der Fördermaschine betraut werden. Nach der Ausbildung muss der Anwärter eine Prüfung vor einem Sachverständigen ablegen. Früher erfolgte diese Prüfung vor dem Revierbeamten. In dieser Prüfung muss der zukünftige Fördermaschinist die Fähigkeiten über die Bedienung der Förderanlage sowie ausreichende Kenntnisse über die Sicherheits- und Überwachungseinrichtungen nachweisen.

## Heutige Aufgaben

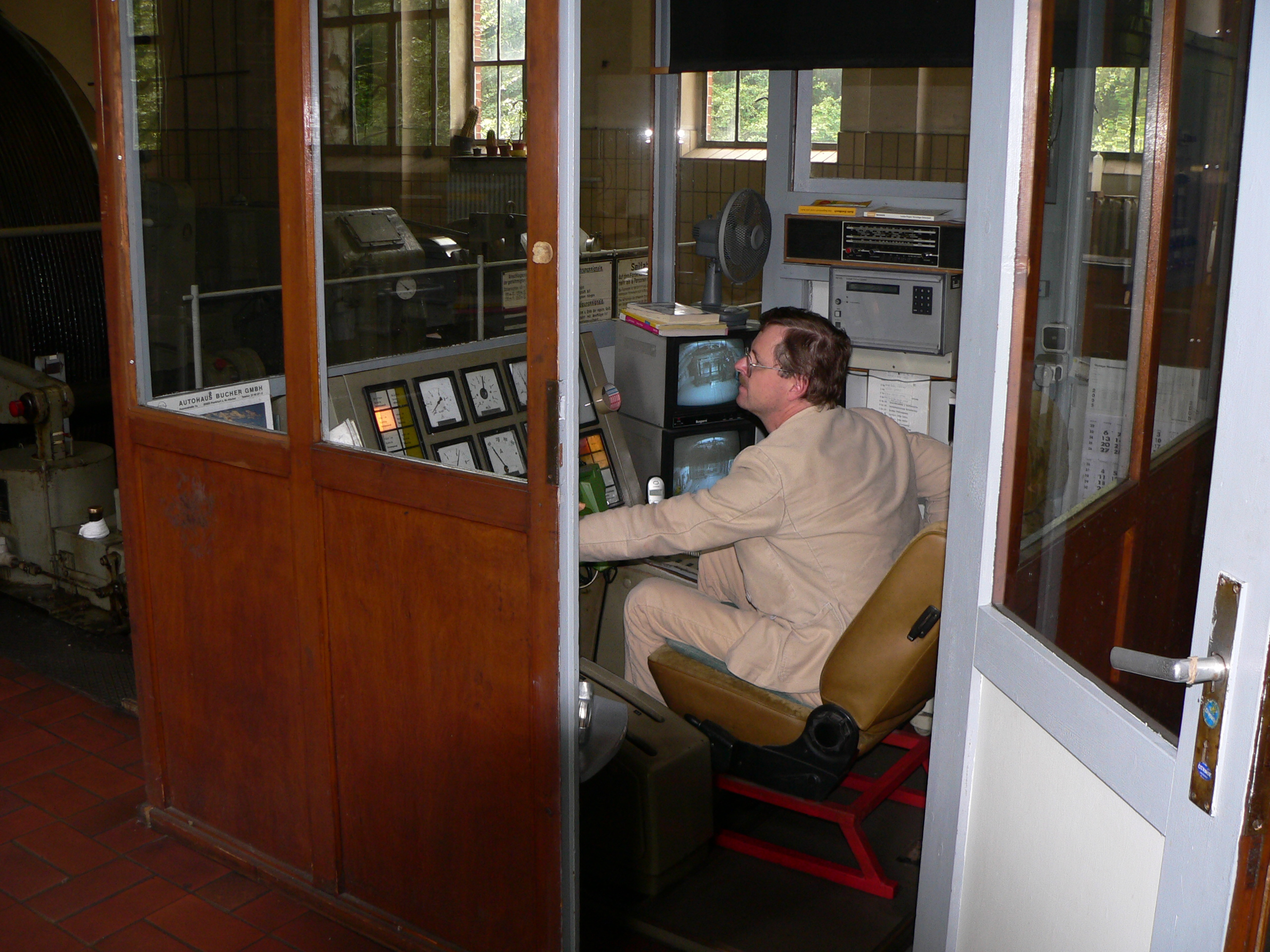
Fördermaschinist bei der Arbeit am Bedienstand der Fördermaschine

Die heutigen Aufgaben für den Fördermaschinisten sind wesentlich umfangreicher. Aufgrund der umfangreichen Technik an der Fördermaschine ist eine regelmäßige Überprüfung der technischen Einrichtungen vorgeschrieben. So muss sich der Fördermaschinist durch ein Probetreiben von der richtigen Anzeige des Teufenzeigers überzeugen. Die Fördermaschine darf der Fördermaschinist erst in Gang setzen, wenn er hierfür ein Ausführungssignal erhalten hat, und er muss sie unverzüglich anhalten, wenn ein Halt- oder Notsignal ertönt. Auch die Kommunikation mit dem ablösenden Fördermaschinisten ist sehr wichtig. Der ablösende Maschinenführer muss über besondere Vorkommnisse beim Seilfahrt- oder Förderbetrieb unterrichtet werden. Insbesondere muss er über Arbeiten im Schacht oder über Engstellen im Schacht, die den freien Durchgang der Fördermittel, Gegengewichte oder Förderkübel behindern, informiert werden.
Aus Sicherheitsgründen gibt es an den Maschinenführer von handbetriebenen Fördermaschinen strenge gesetzliche Vorgaben. Er muss sich, wenn die Fördermaschine zur jederzeitigen Ausfahrt von Personen dient oder bei Schachtarbeiten benutzt wird, am Bedienungsstand der Fördermaschine oder in der Nähe aufhalten. Auch darf er den Bedienungsstand während des Treibens des Förderkorbes nicht verlassen. Er darf auch nicht über die gesetzlich festgesetzte Schichtzeit hinaus beschäftigt werden, wenn er eine handgesteuerte Antriebsmaschine bei Seilfahrt oder bei Schachtarbeiten bedient. Die einzig zulässige Zeitüberschreitung ist die zur Seilfahrt bei Schichtbeginn und Schichtende erforderliche Zeit.